# Mark Antokolski
Mark Antokolski, en rus: Марк Матве́евич Антоко́льский, Mark Matvieevitx Antokolski (Vílnius, Imperi Rus, 2 de novembre de 1843-Frankfurt del Main, Imperi alemany, 9 de juliol de 1902). Il·lustre escultor realista rus. Des del 1871, fou acadèmic a l'Acadèmia Russa de les Ciències i, des de 1880, professor d'escultura.

## Biografia
Mark Matvéievich Antokolski va néixer sota el nom de Mórduj Mátysovich Antokolski en una família pobra jueva de set fills. Antokolski va estudiar a l'Acadèmia Imperial de les Arts de Sant Petersburg (1862-1868). Les seves primeres obres escultòriques tractaven temes jueus, com: El sastre jueu, Natán el savi, La Inquisició contra els jueus. Mark Antokolski creia que l'escultura era un ideal social i humà.
Entre 1868-1870, Mark Antokolski va viure a Berlín. Va realitzar el 1870 l'estàtua d'Ivan el Terrible, que va ser adquirida per al Museu de l'Hermitage pel tsar Alexandre II de Rússia, que la va comprar per la considerable suma de 8.000 rubles, i va nomenar Mark Antokolski membre de l'Acadèmia de les Arts de Rússia.
Per millorar el seu feble estat de salut, va viatjar a Itàlia el 1871 amb el seu deixeble Ilia Guintsburg; després es va traslladar a París durant sis anys.
A Roma, Antokolski va completar l'estàtua de Pere el Gran per a Peterhof el 1872, així com unes còpies per a les ciutats de Taganrog i Arjánguelsk. El 1878, Antokolski exposa la major part de les seves obres a l'Exposició Universal de París, on va guanyar la medalla d'or i la legió d'Honor. El 1880, una exposició individual de l'artista se celebra a Sant Petersburg i se li dona el títol de professor.
La malaltia progressa en l'artista, que passa gran part del seu temps al llac Maggiore a Itàlia, però encara treballa a París, on va romandre fins al final de la seva vida. Va morir a Bad Homburg, durant una estada en aquesta ciutat balneari alemanya, a la vora de Frankfurt del Main.

## Obres
- Avar (1868, os, fusta)
- Nen robant pomes (1865, os)
- Controvèrsia sobre el Talmud (1868, cera, fusta)
- La Inquisició contra els jueus (1863-1869, cera)
- Ivan el Terrible (1871, bronze; 1875 marbre. El 1871 va rebre el nomenament d'acadèmic per aquesta escultura.
- Retrat de Vladimir Stàssov (1873, marbre)
- Crist davant del tribunal del poble (1876, bronze, marbre)
- Mort de Sòcrates (1875, marbre)
- Làpida mortuòria de la princesa Obolensku (Roma, 1876)
- Retrat en baix relleu del baró M. de Gunzburg (1878)
- Retrat d'Ivan Turguénev (1880, guix tenyit, en el Museu Rus)

### Obres fetes a París
- Spinoza (1881)
- Mefistòfil (1884)
- Iaroslav I el Savi (1889)
- El Cronista Nèstor (1889)
- Iermak Timoféievitx (1891)

### Altres obres
- Àngel (per a la tomba de Tereschenko (1895)
- Estàtua de l'emperador Alexandre II (1896)
- Estàtua de l'emperador Alexandre III (per instal·lar a les sales del Museu de l'emperador Alexandre III)
- Monument a l'emperadriu Caterina II per a Vílnius (1897, inaugurat després de la mort de l'autor l'any 1902)
- Monument a Pere I a Taganrog (1898)
- Monument a l'escola de nens cecs K. K. Grotu de Sant Petersburg (1906)
- Monument a Pere I a Arkhànguelsk (1911)

## Galeria

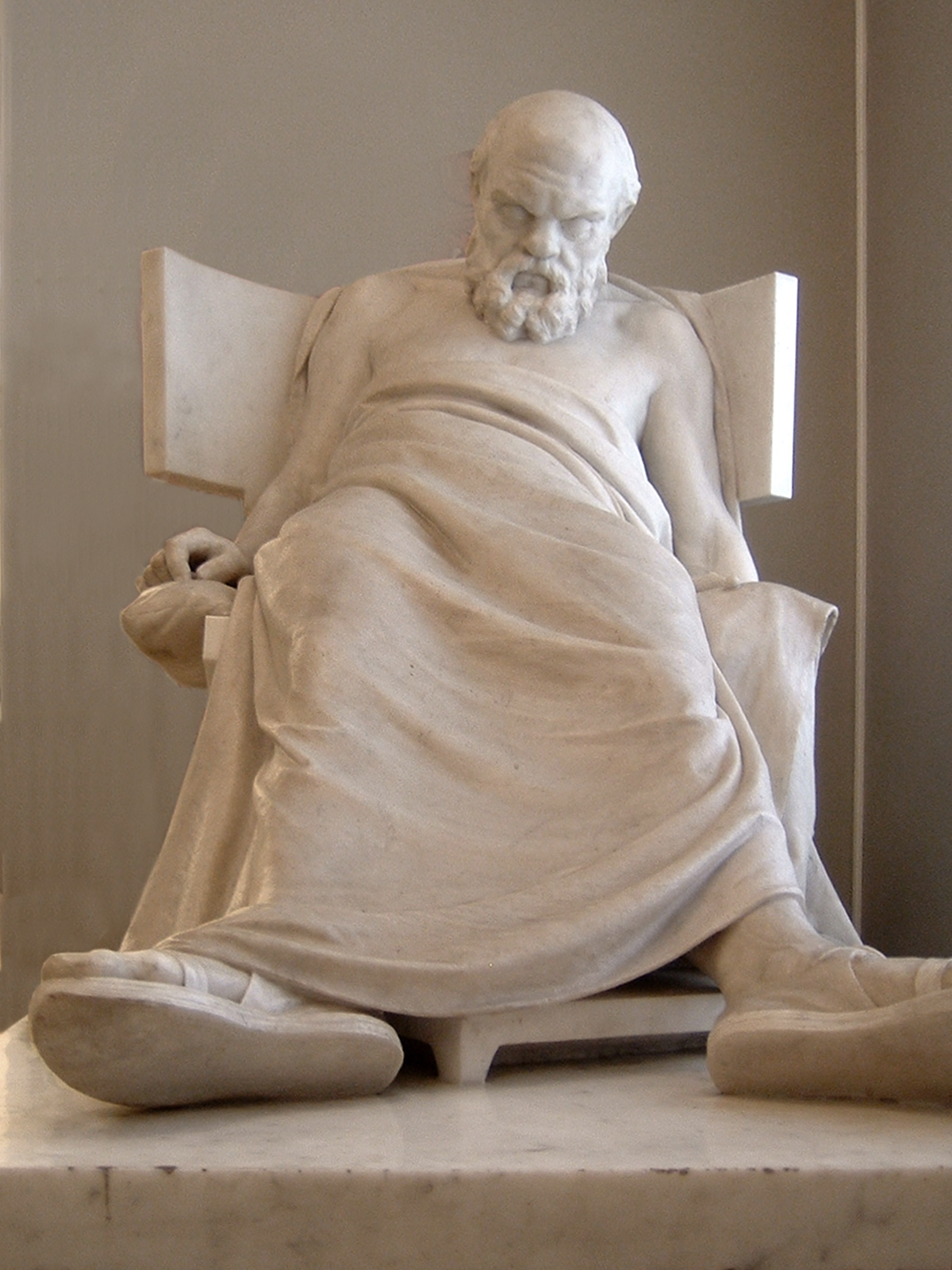
Mort de Sòcrates
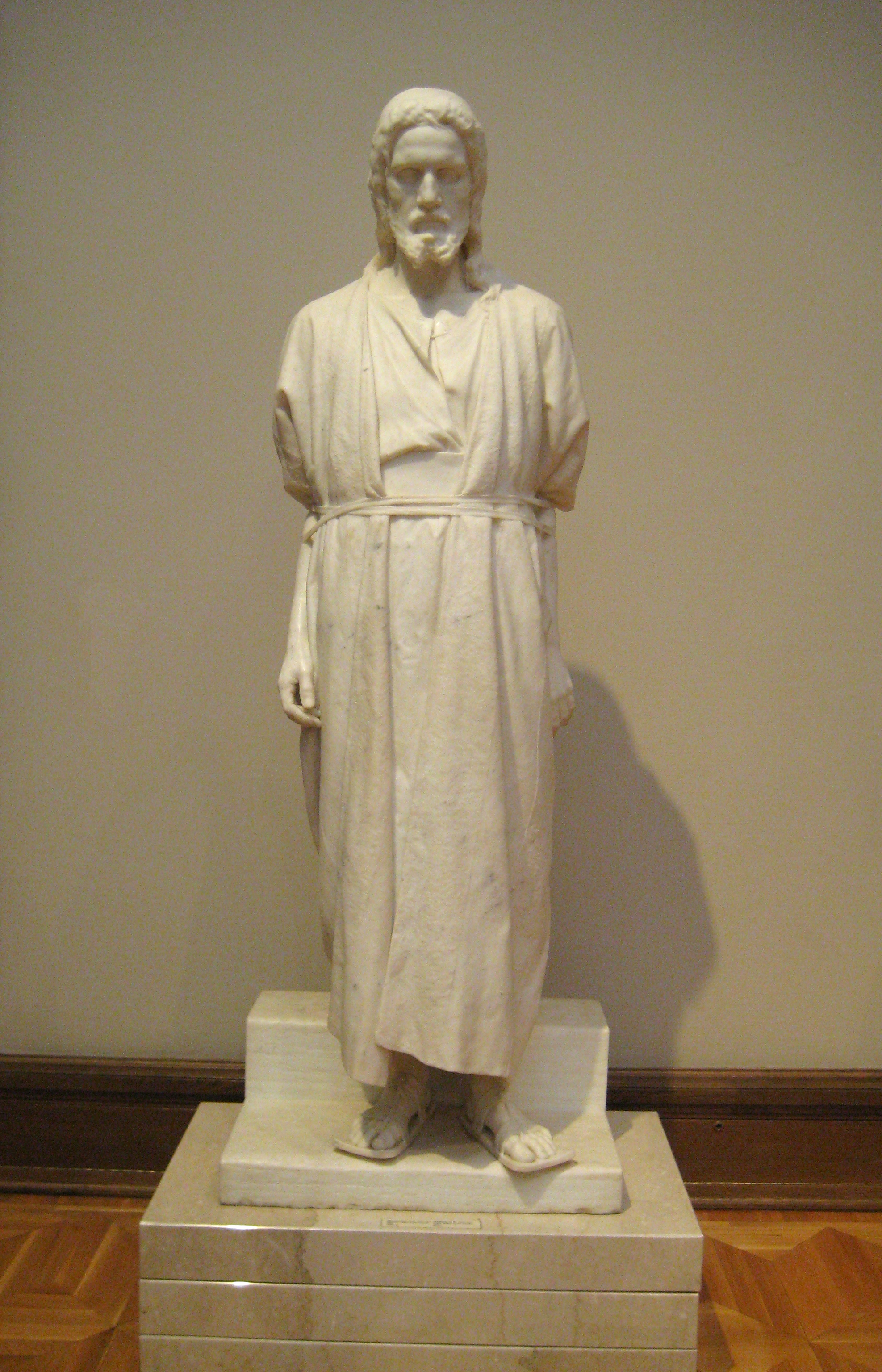
Crist davant del tribunal del poble
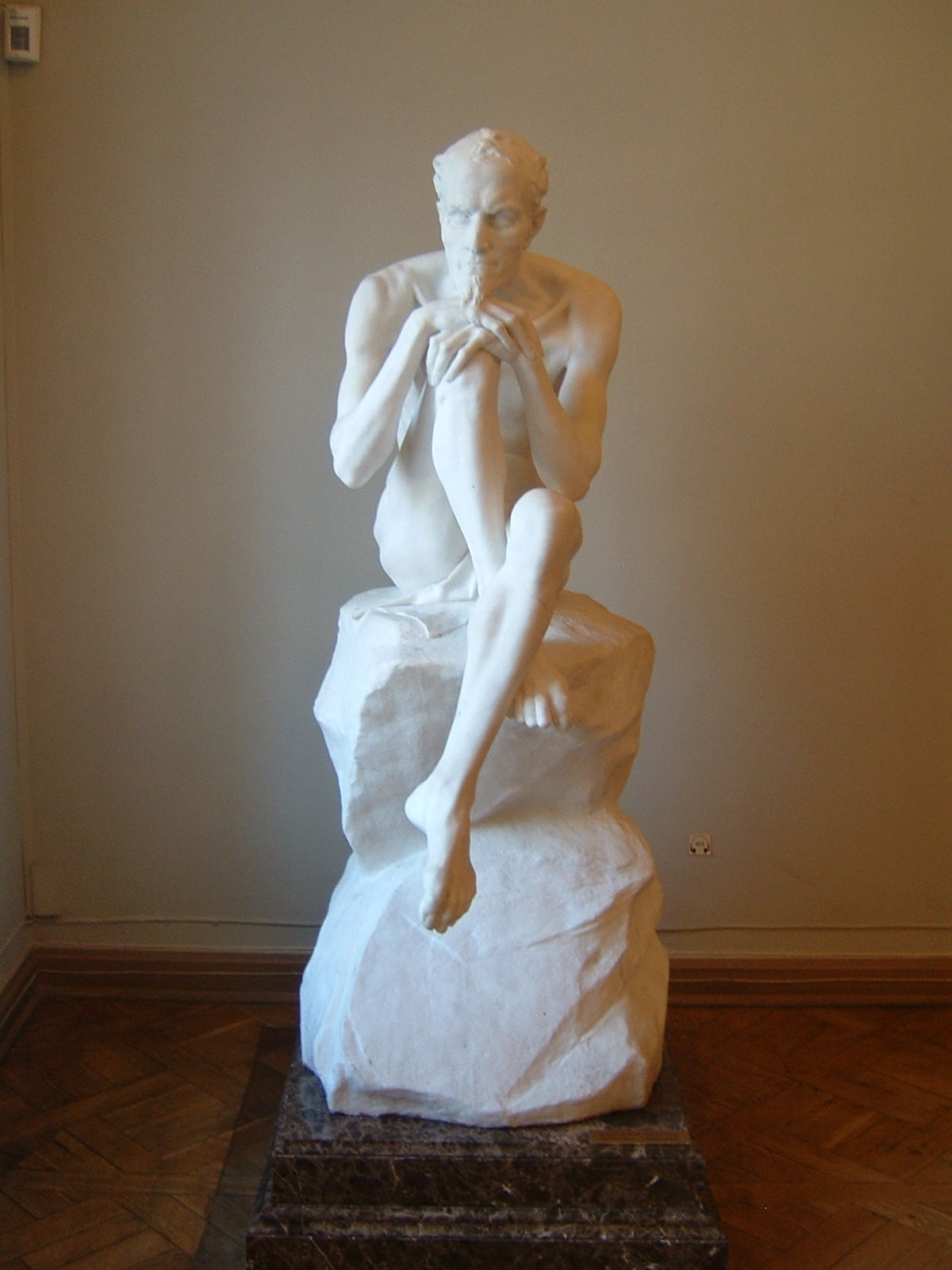
Mefistòfil
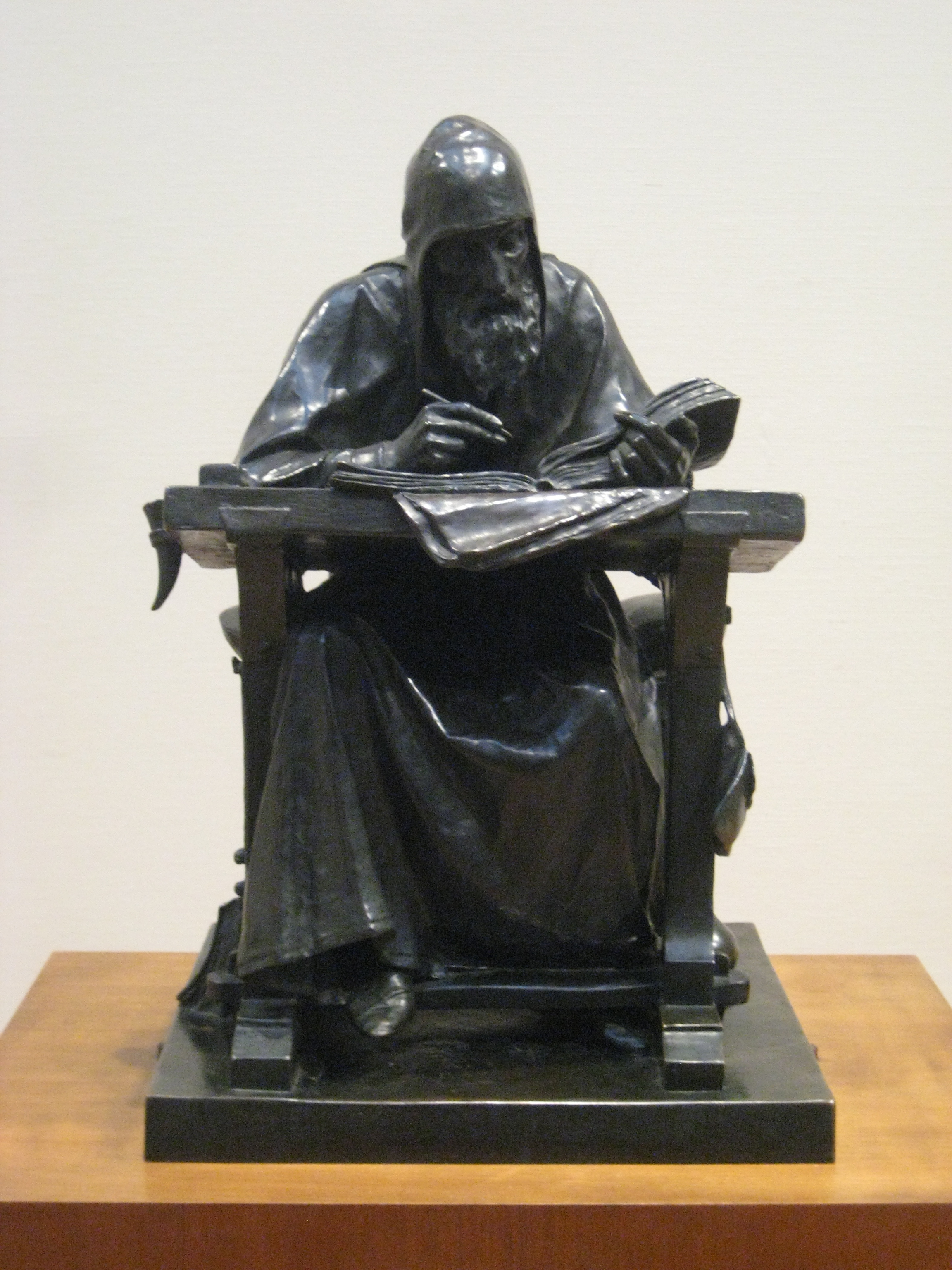
El cronista Nèstor